# Marie Chantal Rwakazina

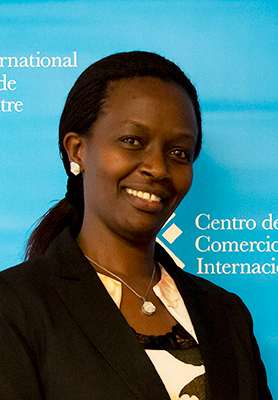
Marie Chantal Rwakazina (2019)

Marie Chantal Rwakazina (* ca. 1973) ist eine ruandische Diplomatin.

## Werdegang
Marie Chantal Rwakazina hat einen Bachelorabschluss in Wirtschaftswissenschaften der Université nationale du Rwanda sowie einen Masterabschluss  in Entwicklungsstudien  der  Universität Lüttich in Arlon, Belgien. In den Jahren 2003 und 2004 war Marie Chantal Rwakazina Gastdozentin an der Fakultät für Entwicklungsstudien der Université Catholique de Kabgayi in Ruanda. Von 2000 bis 2008 arbeitete sie an der Université nationale du Rwanda in Huye. Zunächst war sie Dozentin an der Fakultät für Wirtschaftswissenschaften und dann Leiterin der Abteilung für Angewandte Statistik. Von 2008 bis 2013 arbeitete Marie Chantal Rwakazina bei der Ruanda Association of Local Government Authorities, zunächst als Expertin für Kapazitätsaufbau und dann als stellvertretende Generalsekretärin. Von 2013 bis 2018 war Rwakazina Koordinierungsanalystin der Vereinten Nationen beim Entwicklungsprogramm der Vereinten Nationen in  Kigali. 2018 und 2019 war sie Bürgermeisterin der ruandischen Hauptstadt Kigali. Seit Ende 2019 ist Marie Chantal Rwakazina Botschafterin der Republik Ruanda in der Schweiz und Ständige Vertreterin bei den Vereinten Nationen in Genf, der Welthandelsorganisation und anderen internationalen Organisationen in Genf. Außerdem wurde sie zur Botschafterin Ruandas beim Heiligen Stuhl, der Republik Österreich und den Internationalen Organisationen in Wien ernannt.

## Privates
Marie Chantal Rwakazina ist verheiratet und hat zwei Kinder. Sie spricht Englisch, Französisch und Kinyarwanda.